# Luca Ceriscioli
Luca Ceriscioli (Pesaro, 15 marzo 1966) è un politico italiano, presidente della Regione Marche dal 12 giugno 2015 al 30 settembre 2020 e sindaco di Pesaro dal 13 giugno 2004 al 30 maggio 2014.

## Biografia
Si è laureato in Matematica presso l'Università degli Studi di Bologna nel 1990, con una tesi su C.a.g.d. – Computer Aided Geometric Design.
Durante gli anni '90 è stato insegnante di Matematica presso l'Istituto Tecnico Industriale di Urbino. Già esponente del Partito Democratico della Sinistra e dei Democratici di Sinistra, aderisce al Partito Democratico.
È sposato con Lara ed è padre di due figli: Giulia e Matteo.

### Comune di Pesaro
Nel 1995 viene eletto consigliere circoscrizione nella 4ª circoscrizione del Comune di Pesaro per la lista dei Progressisti.
Dal 2000 al 2004 è stato assessore comunale di Pesaro, in seguito alle dimissioni di Lorenzo Rossi, con la delega alle politiche per la collettività e il territorio nella giunta comunale di Oriano Giovanelli.

#### Sindaco di Pesaro
Alle elezioni comunali del 12 e 13 giugno 2004 si candida a sindaco di Pesaro, sostenuto da una coalizione di centro-sinistra formata da: La Margherita, Democratici di Sinistra, Rifondazione Comunista, Federazione dei Verdi, Socialisti Democratici Italiani, Partito dei Comunisti Italiani, Italia dei Valori e Alleanza Popolare - UDEUR. Viene eletto sindaco di Pesaro al primo turno con il 56,1% dei voti (32.886).
Alle elezioni comunali del 6 e 7 giugno 2009, sostenuto da: Partito Democratico, l'Italia dei Valori di Antonio Di Pietro, SEL, Rifondazione Comunista, Partito dei Comunisti Italiani e Federazione dei Verdi, è stato riconfermato sempre al primo turno, con il 52,3% (29.654), sindaco di Pesaro.

### Presidente della Regione Marche
Il 1º marzo 2015 vince le primarie del PD marchigiano, indette per eleggere il candidato alla presidenza della regione Marche in vista delle elezioni regionali.
Il 30 aprile lascia così il suo incarico di professore all'Itis di Urbino.
Il 31 maggio 2015 vince le elezioni regionali con il 41,1% dei voti (251.050) diventando governatore della regione, a capo di una coalizione comprendente PD, UdC e la lista civica "Uniti per le Marche" (costituita da esponenti di Verdi, Scelta Civica, IdV e PSI). Termina il mandato nel settembre 2020.